# Sauzay (rivière)
Pour les articles homonymes, voir Sauzay.
Le Sauzay est une rivière française qui coule dans le département de la Nièvre, en région Bourgogne-Franche-Comté et un affluent du Beuvron en rive gauche, donc un sous-affluent du fleuve la Seine par l'Yonne.

## Géographie
La longueur de son cours d'eau est de 25,2 km.
Le Sauzay prend naissance sur le territoire de la localité de Menou, dans le département de la Nièvre.
Il se jette dans le Beuvron (rive gauche) à Clamecy, peu avant le confluent du Beuvron avec l'Yonne, au nord-ouest du village de Beuvry, à 149 m d'altitude.

### Communes et cantons traversés
Dans le seul département de la Nièvre, le Sauzay traverse six communes et deux cantons :
- Oudan (source), La Chapelle-Saint-André, Corvol-l'Orgueilleux, Trucy-l'Orgueilleux, Oisy, Clamecy (confluence).

Soit en termes de cantons, le Sauzay prend sa source dans le canton de Varzy, et conflue dans le canton de Clamecy, le tout dans l'arrondissement de Clamecy.

## Affluents
Le Sauzay a sept affluents contributeurs référencés :
- le ruisseau le Corbelin (rg[note 1]), 3,6 km, sur les communes de La Chapelle-Saint-André et Menou.
- la rivière des Forges (rg), 1,8 km, sur les communes de La Chapelle-Saint-André et Corvol-l'Orgueilleux.
- le ruisseau le Ru (rg), 1,5 km, sur la commune de Corvol-l'Orgueilleux.
- la rivière la Sainte-Eugénie (rd), 16,9 km sur quatre communes et avec un affluent :
- le ruisseau le Paintrou (rd), 5 km, sur les 3 communes de Breugnon, Oisy et Saint-Pierre-du-Mont.
- le ruisseau des Vaux Godards (rg), 1,9 km, sur la commune d'Oisy.
- le ruisseau l'Oisy (rg), 7,6 km, sur les communes de Billy-sur-Oisy, Oisy, Trucy-l'Orgueilleux.

## Hydrologie
Son régime hydrologique est dit pluvial.

### Le Sauzay à Corvol-l'Orgueilleux
Le débit du Sauzay a été observé durant 48 ans (1967-2014), à Corvol-l'Orgueilleux, localité du département de la Nièvre située à une dizaine de kilomètres de son confluent avec le Beuvron et à 172 m d'altitude - donc avant sa confluence avec la rivière Sainte-Eugénie à 170 m d'altitude -. Le bassin versant de la rivière y est de 80,4 km2, soit moins de la moitié de la totalité de celui-ci 199 km2.
Le module de la rivière à Corvol-l'Orgueilleux est de 0,970 m3/s.
Le Sauzay présente des fluctuations saisonnières de débit modérées. Les hautes eaux se déroulent en hiver et au début du printemps et se caractérisent par des débits mensuels moyens allant de 1,36 à 1,70 m3/s, de janvier à avril inclus (avec un maximum en février puis en mars). Les basses eaux, assez prolongées, ont lieu en été et au début de l'automne, de juillet à octobre inclus, avec une baisse du débit moyen mensuel jusqu'à 0,414 m3/s au mois de septembre. Mais ces moyennes mensuelles cachent des fluctuations plus prononcées sur de courtes périodes, d'autant plus que le débit est variable selon les années.

### Étiage ou basses eaux
Aux étiages, le VCN3 peut chuter jusque 0,250 m3/s, soit 250 litres par seconde, ce qui est très loin d'être sévère.

### Crues
Les crues peuvent être importantes pour une petite rivière dotée d'un bassin plutôt exigu. Les QIX 2 et QIX 5 valent respectivement 5,3 et 7,3 m3/s. Le QIX 10 est de 8,6 m3/s, le QIX 20 de 9,9 m3/s et le QIX 50 de 12 m3/s.
Ainsi le débit instantané maximal enregistré à Corvol-l'Orgueilleux a été de 14 m3/s le 14 mars 2001, tandis que la valeur journalière maximale était de 13 m3/s le lendemain 15 mars. En comparant ces valeurs à l'échelle des QIX exposée plus haut, on constate que ces crues de mars 2001 étaient d'ordre bien plus élevé que cinquantennal, et donc tout à fait exceptionnelles. La hauteur maximale instantanée a été de 95 cm le 24 février 1970.

### Lame d'eau et débit spécifique
Au total le Sauzay est une rivière abondante. La lame d'eau écoulée dans son bassin versant est de 382 millimètres annuellement, ce qui est nettement plus que la moyenne d'ensemble de la France, et surtout largement supérieur à la moyenne de la totalité des bassins de la Seine (plus ou moins 240 millimètres/an) et de l'Yonne (274 millimètres/an). Le débit spécifique (ou Qsp) atteint de ce fait le chiffre assez élevé de 12,1 litres par seconde et par kilomètre carré de bassin.